# Iproniazid
Az iproniazid (Euphozid, Iprazid, Ipronid, Ipronin, Marsilid, Rivivol) a hidrazinszármazékok közé tartozó antidepresszáns hatóanyag. A monoamin-oxidáz enzim gátlásával hat (irreverzibilis, nem-szelektív MAOI).
A világ legnagyobb részében már nem használják, de Franciaországban még forgalomban van.

## Történet
Eredetileg a tuberkulózis kezelésére fejlesztették ki. 1952-ben a kutatók azt vették észre, hogy az iproniazidot szedő páciensek „indokolatlanul vidámak”. Ezután antidepresszánsként hasznosították, és 1958-ban meg is kapta az engedélyt. 1961-ben visszavonták, mert elfogadhatatlanul sok májgyulladást okozott, és a májra kevésbé veszélyes gyógyszerekkel helyettesítették.

## Fordítás
Ez a szócikk részben vagy egészben  az   Iproniazid című angol Wikipédia-szócikk fordításán alapul.  Az eredeti cikk szerkesztőit annak laptörténete sorolja fel. Ez a jelzés csupán a megfogalmazás eredetét és a szerzői jogokat jelzi, nem szolgál a cikkben szereplő információk forrásmegjelöléseként.